# Steyl
Steyl (Tegels: Sjteil; op de topografische kaart: Steijl) is een dorp in de gemeente Venlo (stadsdeel Tegelen) in de Nederlandse provincie Limburg. Het dorp aan de Maas is vooral bekend als kloosterdorp. Sinds 2004 geniet een deel van de oude dorpskern bescherming van rijkswege als beschermd dorpsgezicht Steyl.

## Geografie

### Ligging

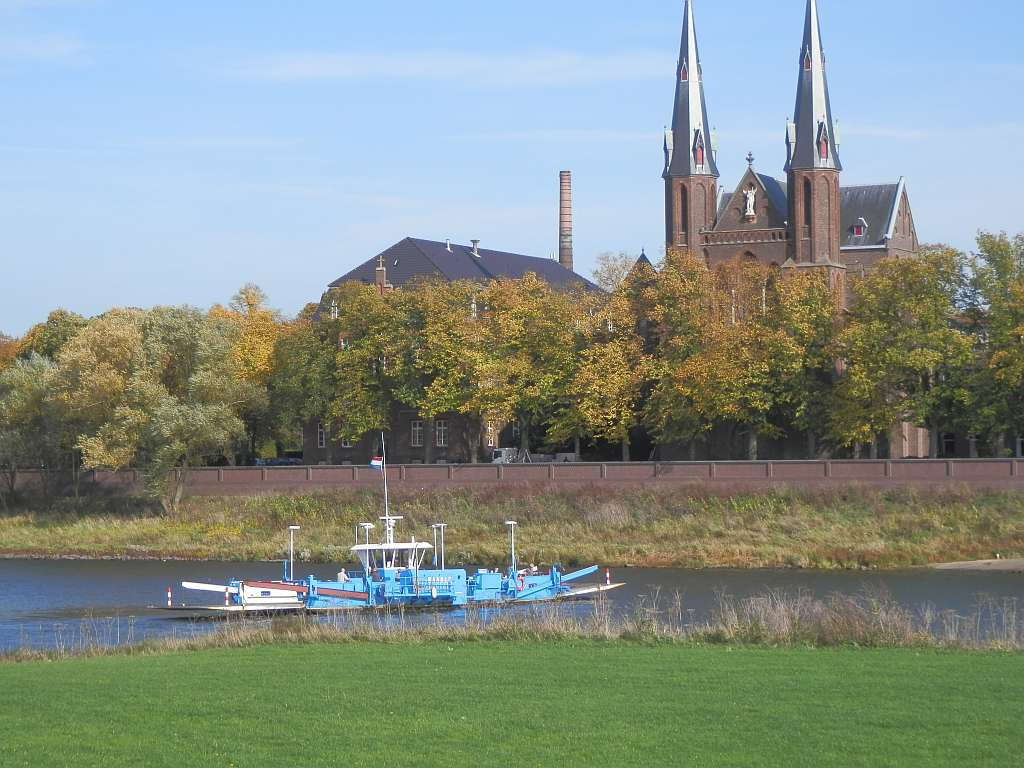
Maasveer met op de achtergrond het tweetorenfront van de kloosterkerk van het Missiehuis St. Michaël

Steyl ligt op de rechteroever van de Maas op een hoogte van circa 20 m NAP. Een veer verbindt Steyl met Baarlo. Steyl heeft in het verleden vaak te maken gehad met wateroverlast ten gevolge van het hoge peil van de Maas. De Maas is een regenrivier en bij veel neerslag in haar zuidelijke stroomgebied, met name in de Ardennen, kan de Maas snel buiten haar oevers treden. Een desastreus jaar was 1926, toen een groot deel van Oud-Steyl (en Tegelen) onder water stond. De laatste grote overstromingen waren in 1993 en 1995. Aan de Maaszijde van het Missiehuis zijn de waterstanden op de gevel gemarkeerd.
Direct ten zuiden van het voormalige Sint-Jozefklooster (Villa Moubis) komt de Aalsbeek uit in de Maas.
Nabijgelegen kernen zijn Tegelen, Baarlo en Belfeld.

### Bestuurlijke indeling
|  | Steyl wordt ingedeeld in twee gebieden: 1. Oud-Steyl: de oude kern, gelegen ten westen van de Roermondseweg, thans deels beschermd dorpsgezicht. 2. Nieuw-Steyl: het nieuwe gedeelte, gelegen ten oosten van de Roermondseweg. |

## Geschiedenis
Steyl was in de Late Middeleeuwen en Nieuwe Tijd een losplaats aan de Maas voor onder andere wijn, mergel en steenkool bestemd voor het Gulikse achterland. Door deze handel kwamen sommige lokale kooplieden tot grote welvaart, vooral in de 18e eeuw, toen enkele grote landhuizen tot stand kwamen. Een voorbeeld is het landgoed Moubis van de van oorsprong Duitse koopmansfamilie Moubis. Van de oude haven aan de Maas is niets meer over, maar het veerpont en enkele gebouwen, waaronder het Veerhuis en het wijnpakhuis Moubis, herinneren aan dit verleden.

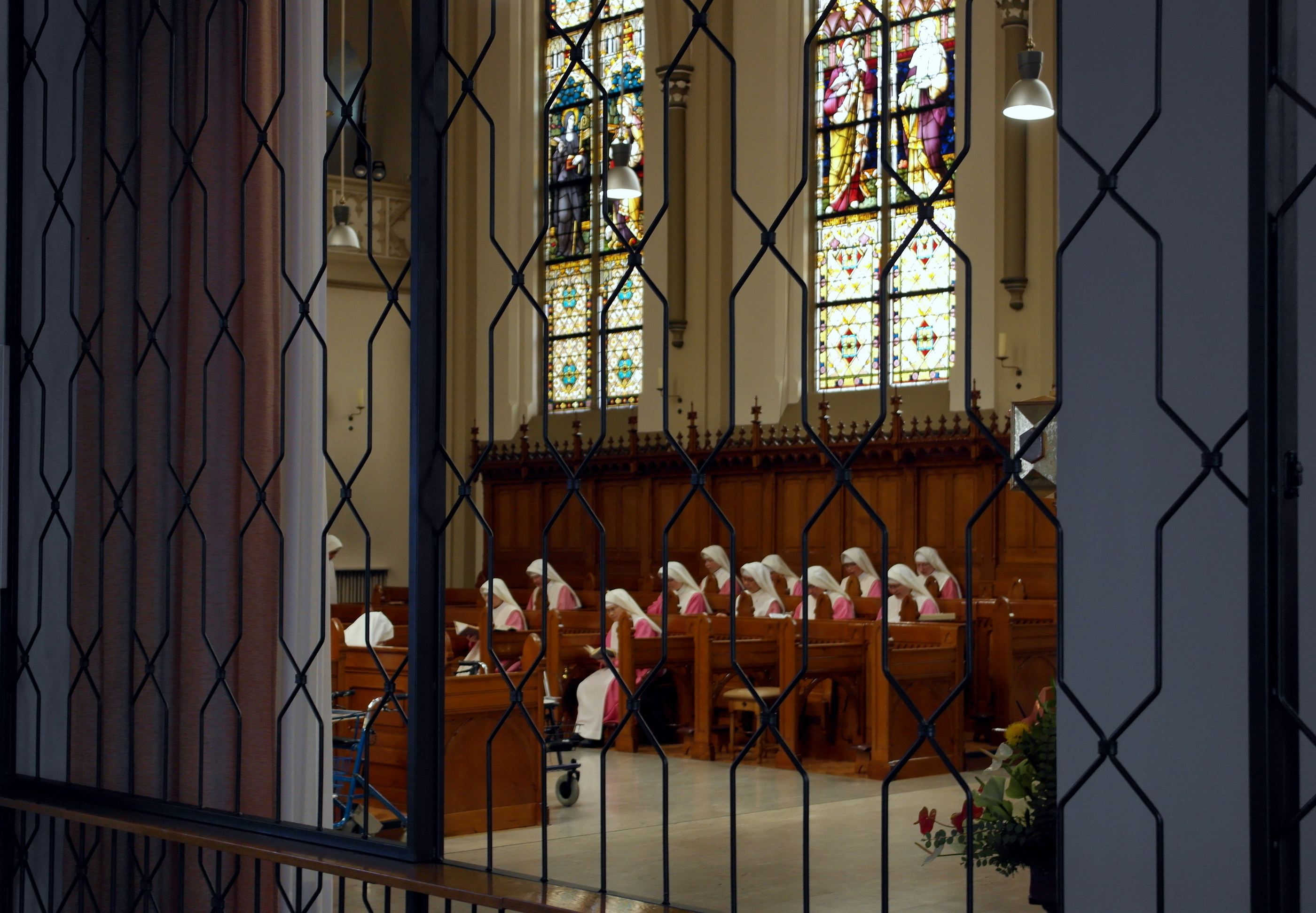
Roze zusters in aanbidding in de slotzusterskapel

Het Limburgse grensdorp huisvestte vanaf de jaren 1870 een vijftal, van oorsprong Duitse congregaties, die elk hun eigen klooster in Steyl verwezenlijkten. Ze weken uit naar Nederland omdat in het pas opgerichte Duitse Keizerrijk de Katholieke Kerk onder druk stond van rijkskanselier Otto von Bismarck (zie Kulturkampf). Een groep augustinessen uit Essen kocht het wijnpakhuis Moubis, waaruit het klooster Sint-Gregor ontstond. Het landgoed Moubis werd opgekocht door de Zusters van de Goddelijke Voorzienigheid uit Münster, die het vervolgens flink uitbreidden tot het Sint-Jozefklooster. De drie andere kloosters in Steyl werden gesticht door de Duitse pater Arnold Janssen (1837-1909). De door Janssen gestichte familie van kloostergemeenschappen omvat de Missionarissen van Steyl (Societas Verbi Divini, afgekort SVD), de Missiezusters van Steyl (Servarum Spiritus Sancti, SSpS, ook wel blauwe zusters) en de Slotzusters van Steyl (Servarum Spiritus Sancti de Adoratione Perpetua, SSpSAP, ook wel roze zusters). Pater Arnold Janssen werd op 5 oktober 2003 in Rome door paus Johannes Paulus II heilig verklaard. De door hem gestichte kloosters in Steyl bestaan nog steeds en functioneren als moederhuis voor hun respectievelijke congregaties. De andere zusterkloosters hebben Steyl inmiddels verlaten; de augustinessen al aan het eind van de 19e eeuw, de Zusters van de Goddelijke Voorzienigheid in 1994.
De kloosters trokken veel reizigers uit Duitsland aan. In 1888 werd daarom de tramlijn Venlo - Tegelen - Steyl geopend om reizigers van en naar station Venlo te vervoeren. De trams stopte op het Veerplein. Er waren acht of negen ritten per dag. Een rit duurde in de beginjaren 49 minuten en later 30 minuten. In 1918 werd de tramlijn opgebroken en kwamen er busdiensten.
Kerkelijk was het dorp tot begin 20e eeuw een rectoraat. Pas in 1933 werd Steyl door bisschop Lemmens van Roermond tot zelfstandige parochie verheven. De eerste pastoor van Steyl was Paul Windhausen, die in 1944 door de Duitsers werd gearresteerd op verdenking van het verspreiden van Britse propaganda en een jaar laten overleed in concentratiekamp Buchenwald. Op 27 augustus 2011 werd de parochiekerk gesloten met een pontificale hoogmis en werden de altaarrelieken en het Allerheiligste overgebracht naar de benedenkapel van het Missiehuis.

## Bezienswaardigheden
Een deel van Steyl is sinds 2004 beschermd dorpsgezicht. In het dorp bevinden zich een vijftigtal rijksmonumenten, waarvan het merendeel onderdeel is van een van de vijf kloostercomplexen. Daarnaast vormen de musea, tuinen en de uiterwaarden langs de Maas belangrijke attracties.

### Kloosters

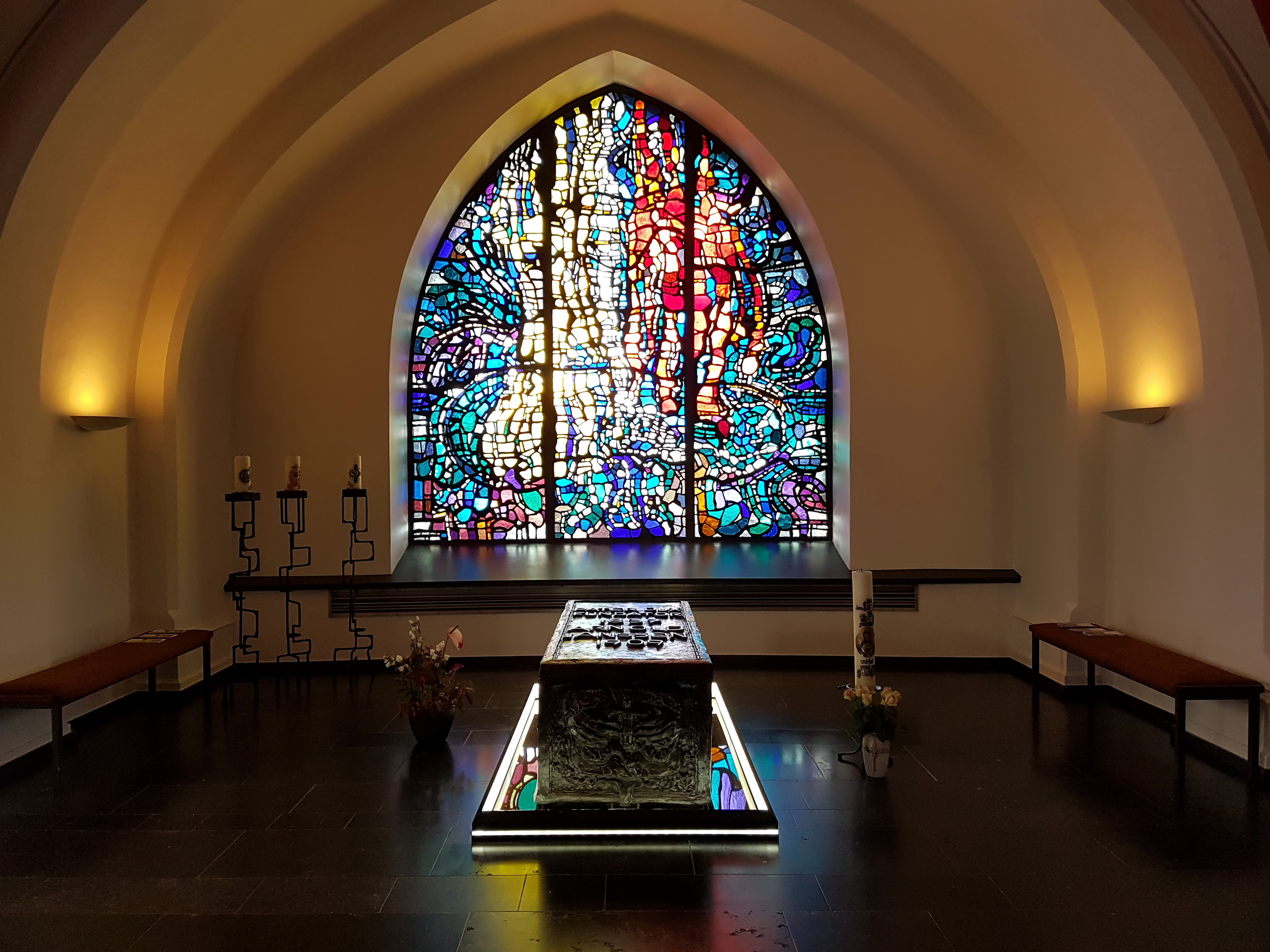
Graftombe van Arnold Janssen in de benedenkapel van het Missiehuis

De drie door Arnold Janssen gestichte kloosters functioneren allemaal nog als zodanig. Het oudste is het Missiehuis St. Michaël, een groot bakstenen gebouw aan de Maas, waarvan de bouw begon in 1880. De spitse torens van het dubbeltorenfront van de kloosterkerk zijn al van verre zichtbaar. Het betreft een neogotische dubbelkapel: de bovenkapel is bestemd voor de paters, de benedenkapel is ook toegankelijk voor bezoekers. Hier bevindt zich de graftombe van de heilig verklaarde kloosterstichter, Sint Arnoldus. Twee gebouwen die eertijds door het Missiehuis werden benut, het Sint-Gregorklooster en het drukkerijcomplex, beide aan de overkant van de weg gelegen, bieden tegenwoordig onderdak aan diverse musea en organisaties.
Het Heilig Hartklooster is het moederhuis van de Missiezusters van Steyl. Het grote, bakstenen kloostercomplex uit 1902-04 is omgeven door tuinen. Ook dit klooster bezit een dubbelkapel, waarvan aanvankelijk een deel voor de Slotzusters was bestemd. Dezen betrokken in 1914 een eigen klooster aan de Maas, het Heilige Geestklooster. In de kloosterkapel aanbidden de "roze zusters" dag en nacht het op het hoofdaltaar uitgestalde Allerheiligste. Vanuit een zijkapel kan men als bezoeker vanachter een ijzeren hekwerk een blik op de kloosterkapel werpen.
Het vroegere Sint-Jozefklooster was gevestigd in het 18e-eeuwse landhuis Villa Moubis. Na het vertrek van de zusters werd het complex verbouwd tot woningen.

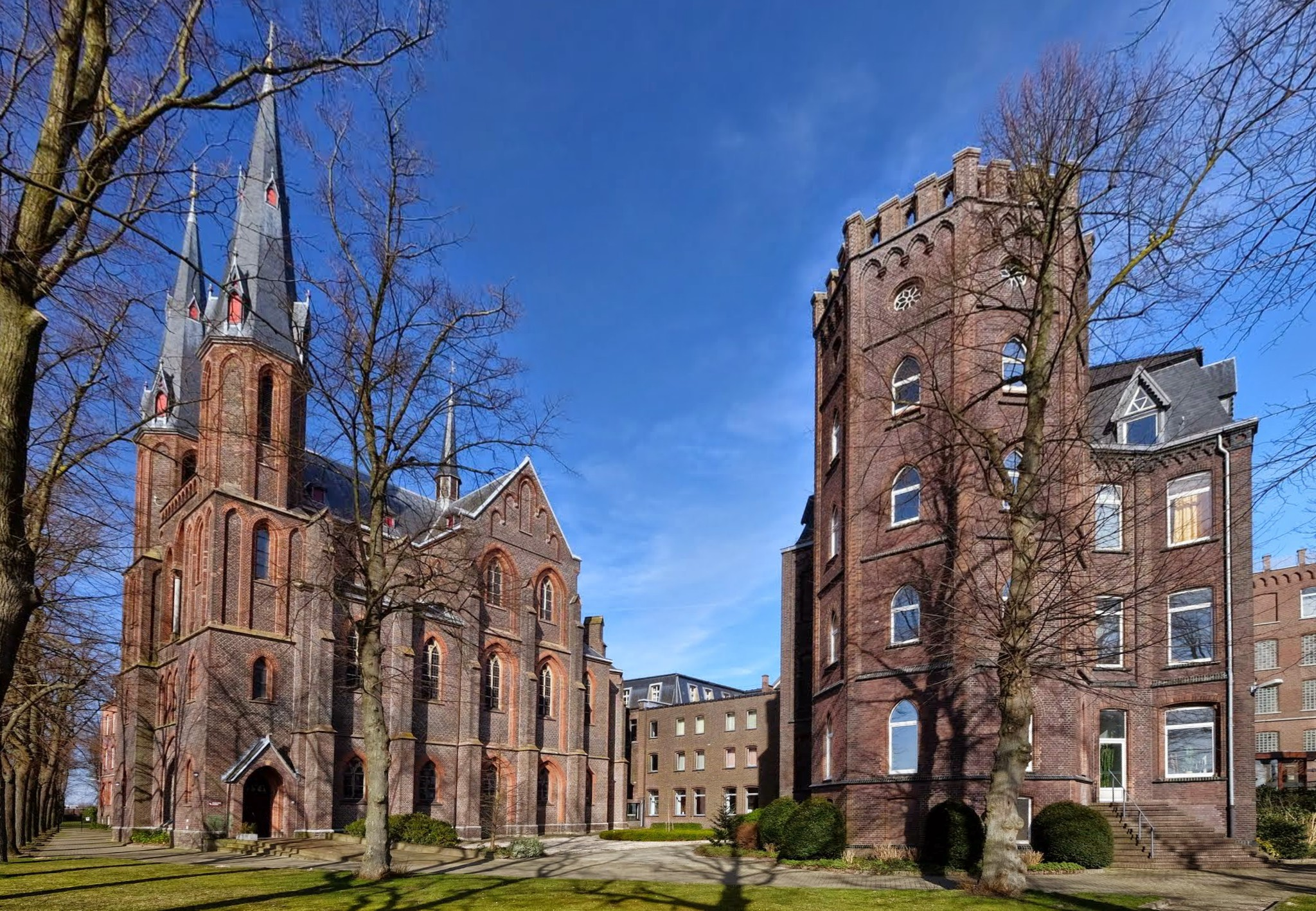
Missiehuis St. Michaël
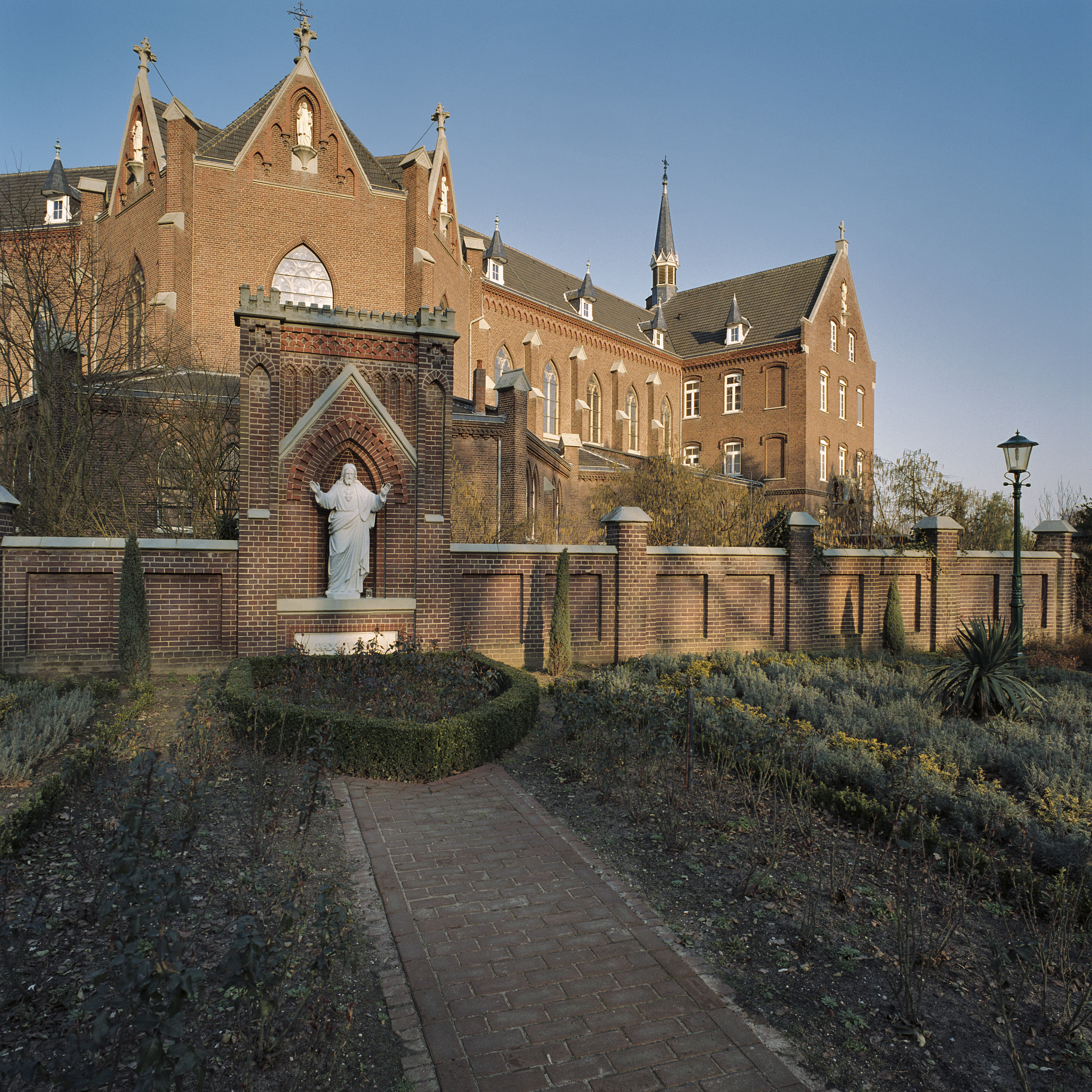
Heilig Hartklooster
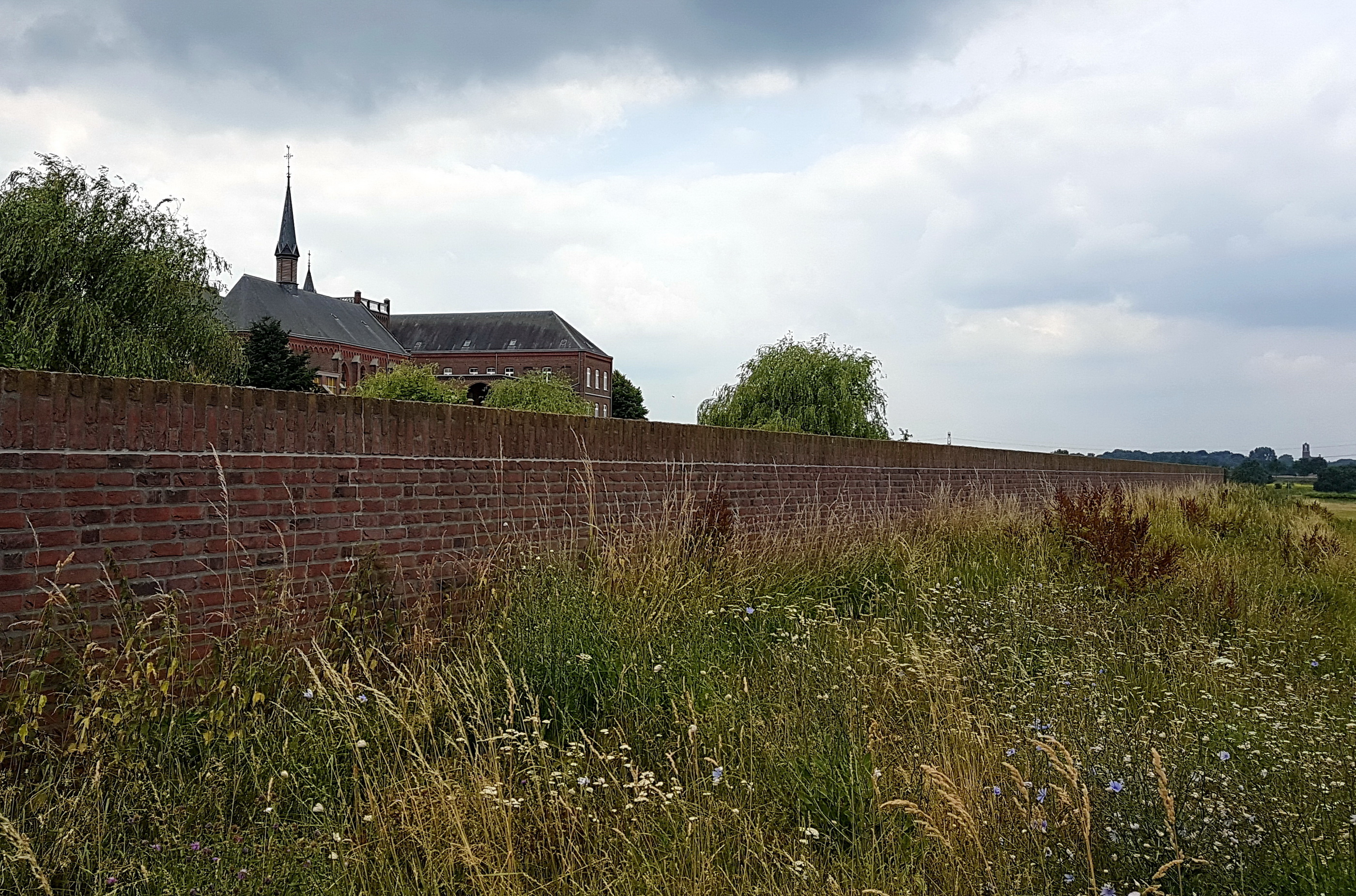
Heilige Geestklooster
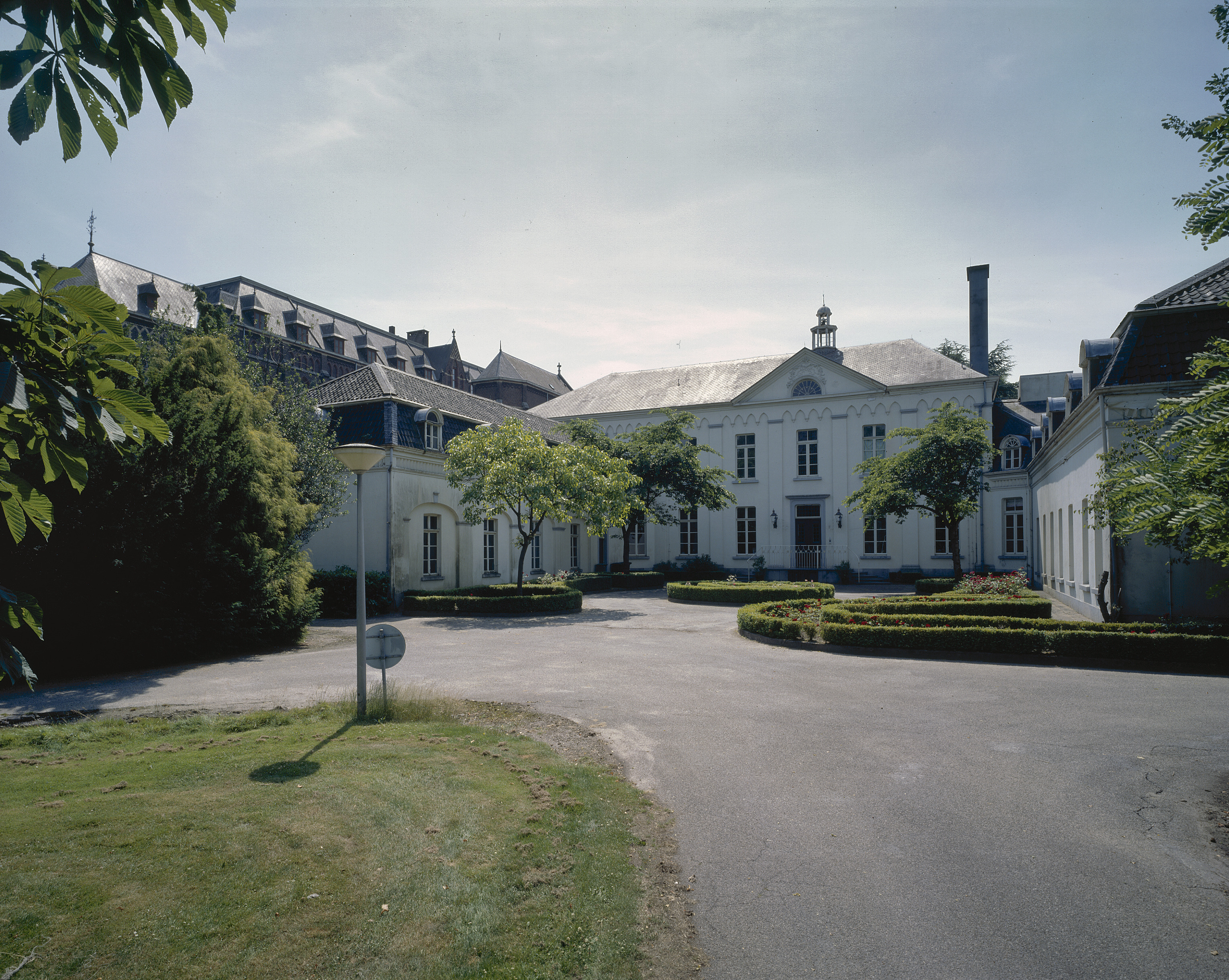
Villa Moubis

### Tuinen

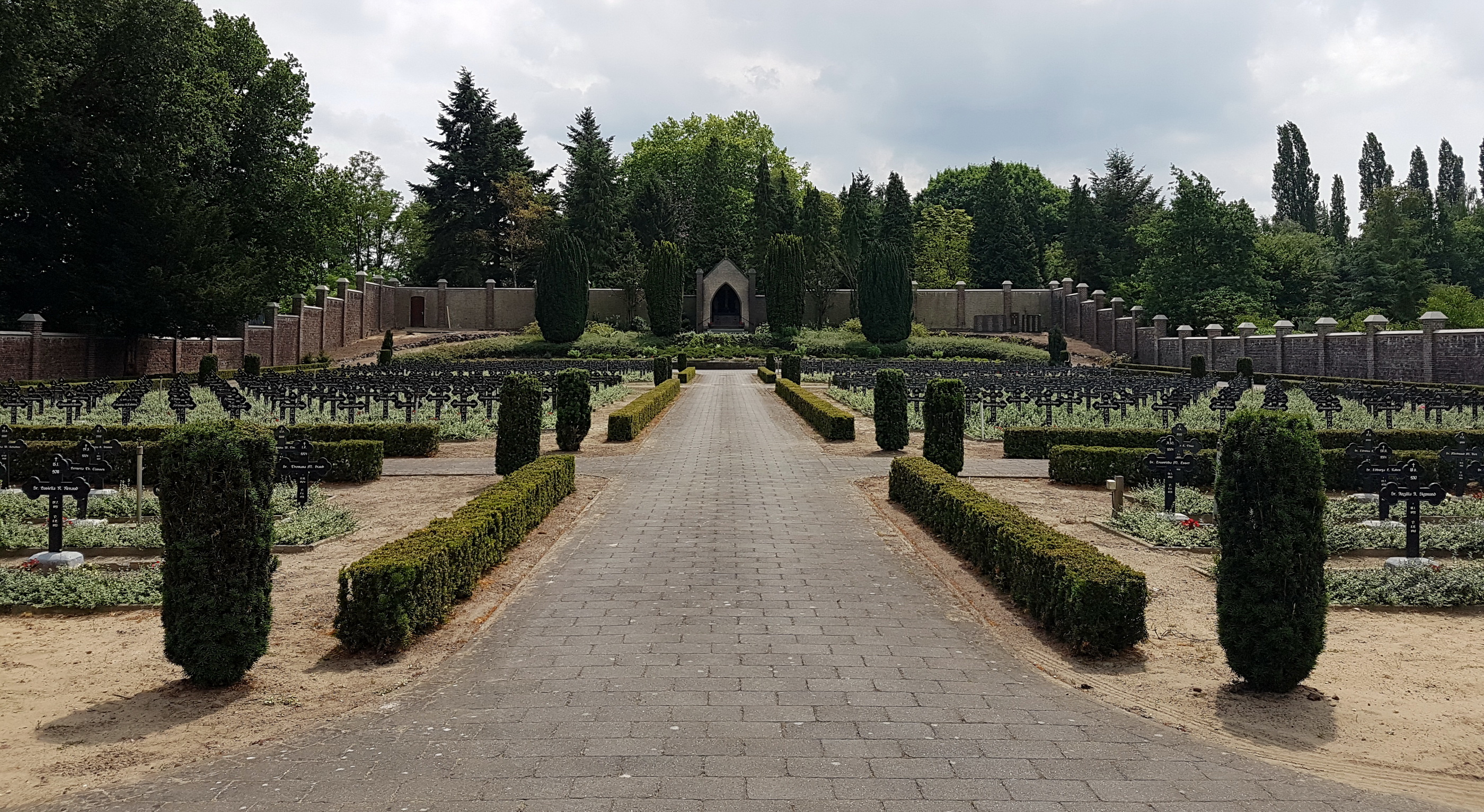
Begraafplaats van de Missiezusters (Heilig Hartklooster)

De kloosters in Steyl zijn omgeven door uitgestrekte kloostertuinen. Een deel daarvan is in gebruik als moestuin of fruitboomgaard, inclusief diverse monumentale kassen. Andere delen hebben een meer recreatieve functie met bloemperken, gazons, bospercelen, vijvers, prieeltjes en zitbanken. Daarnaast zijn alle kloostertuinen ingericht met typisch katholieke devotionele elementen als Lourdesgrotten, grotten met Bijbelse thema's, kruiswegstaties, Calvariegroepen, Heilig Hartbeelden (5!) en diverse Maria- en heiligenbeelden, waaronder enkele portretbustes van Arnold Janssen. Elke tuin heeft een eigen begraafplaats. Een groot deel van de tuin van het Missiehuis (het gedeelte tegenover het hoofdgebouw, ten zuiden van de Parkweg) is opengesteld voor het publiek. Voor een bezoek aan de tuin en het kerkhof van het Heilig Hartklooster moet toestemming worden gevraagd. De tuin van het Heilige Geestklooster is niet toegankelijk (op de voortuin na, die toegang biedt tot de devotiekapel).
Een belangrijke attractie in Steyl is de botanische tuin Jochumhof, zo genoemd naar de missiepater en biologieleraar Peter Jochum. Deze gebruikte de tuin om toekomstige missionarissen kennis te laten maken met tropische planten. Later werd de tuin uitgebreid en werden ook inheemse planten aangeplant. De tuin wordt thans onderhouden door vrijwilligers.

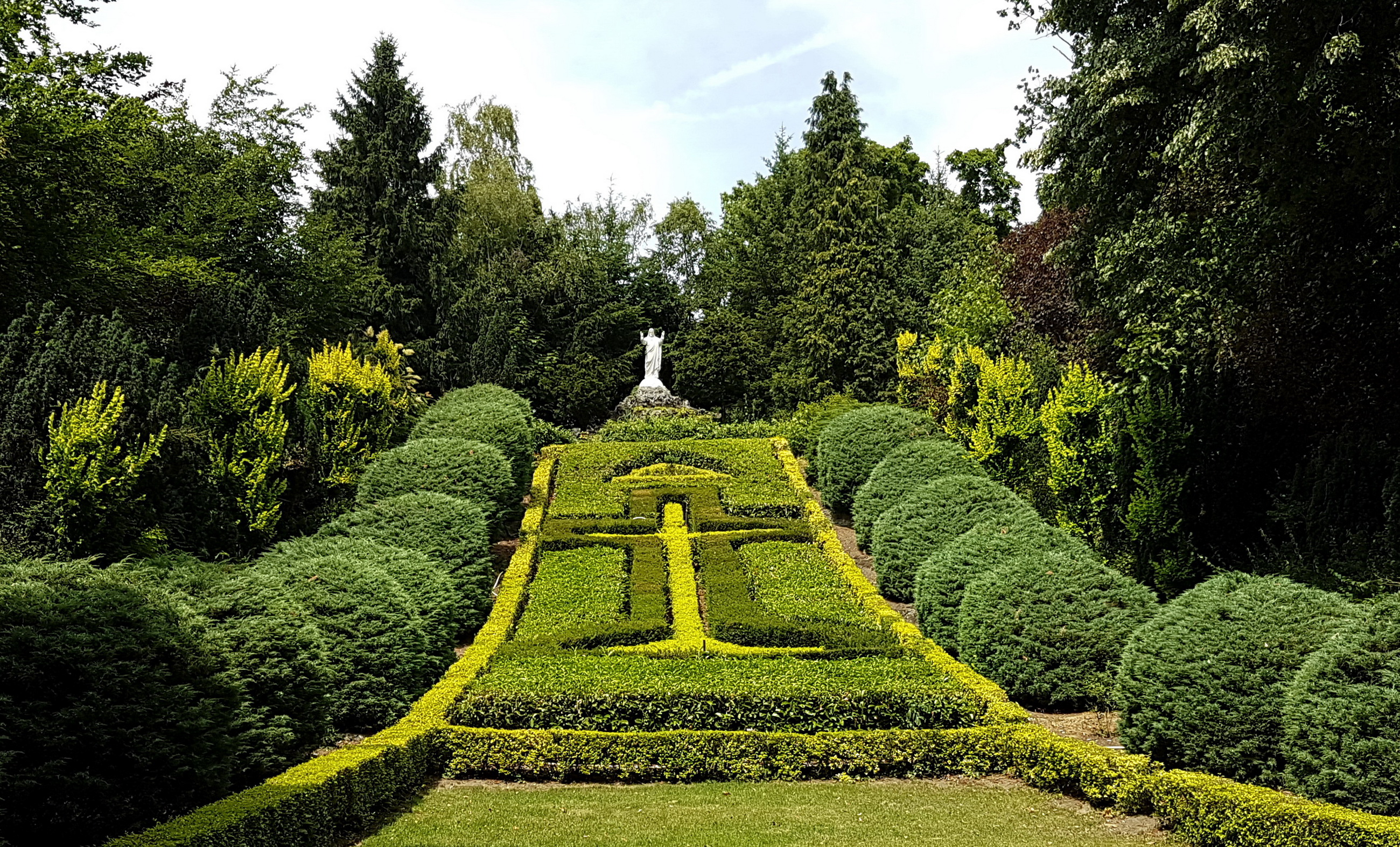
Heilig Hartheuvel in tuin Missiehuis
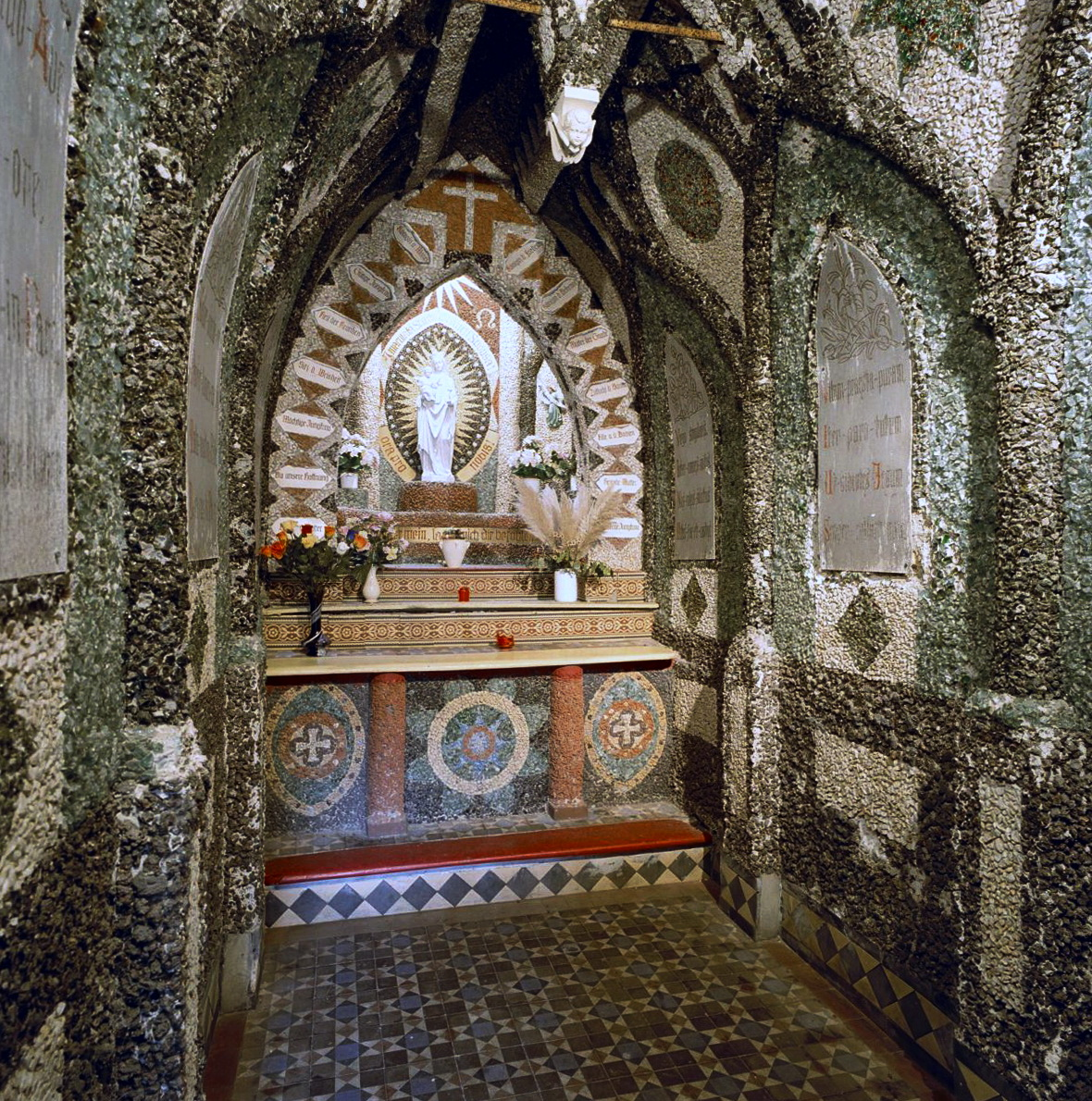
Mariagrot in tuin Missiehuis
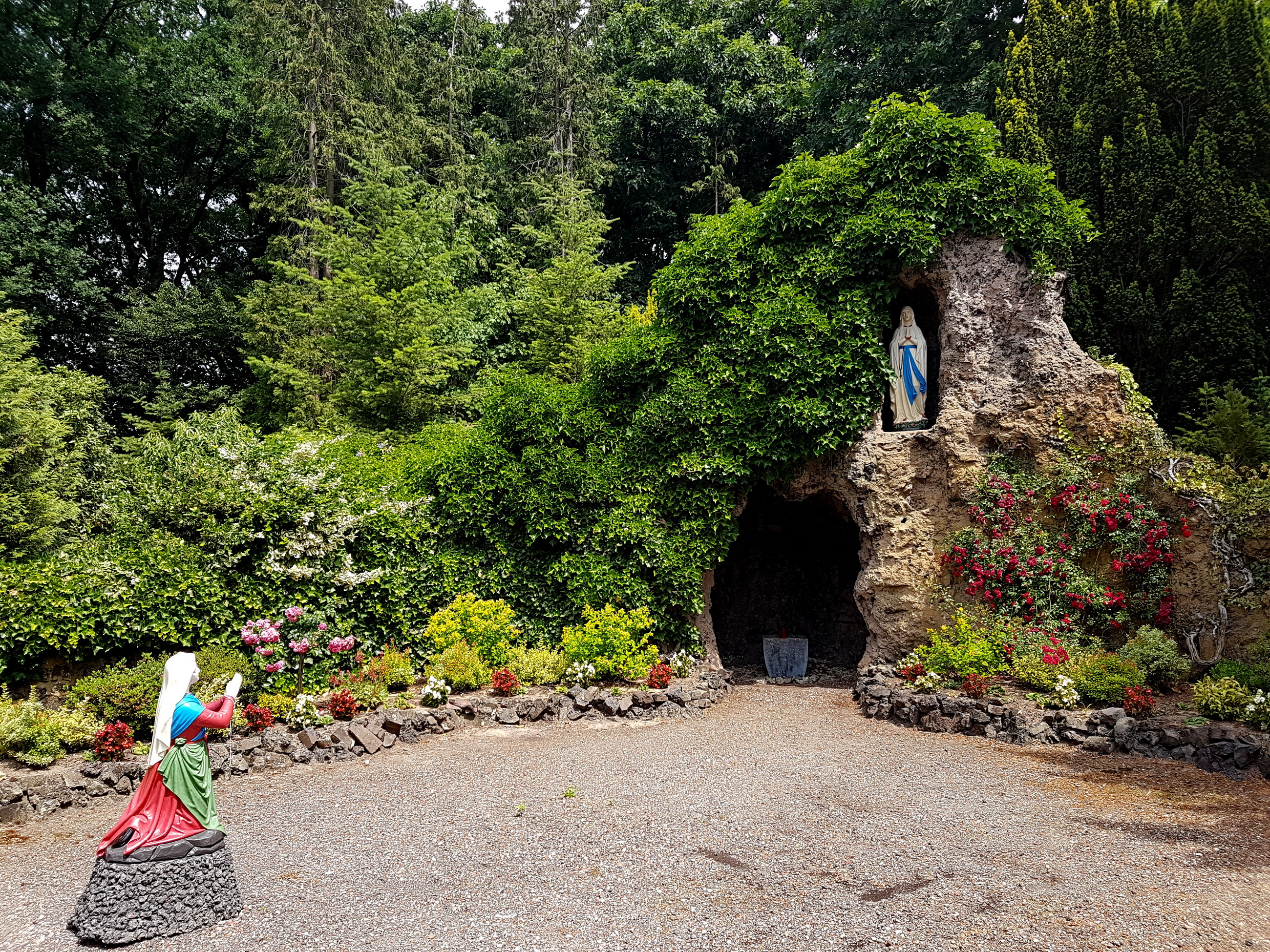
Lourdesgrot, tuin Heilig Hartklooster
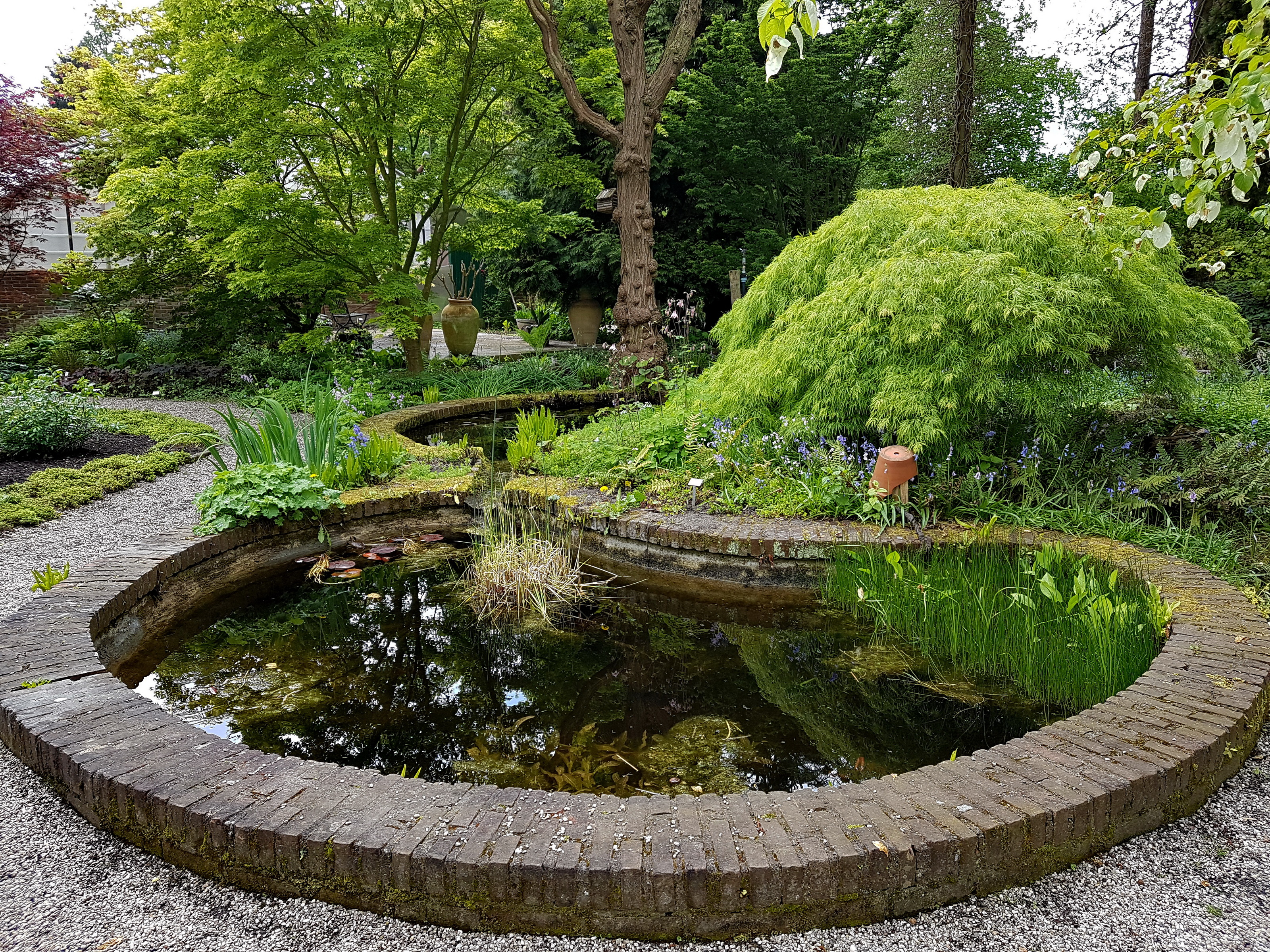
Vijver in de Jochumhof

### Musea

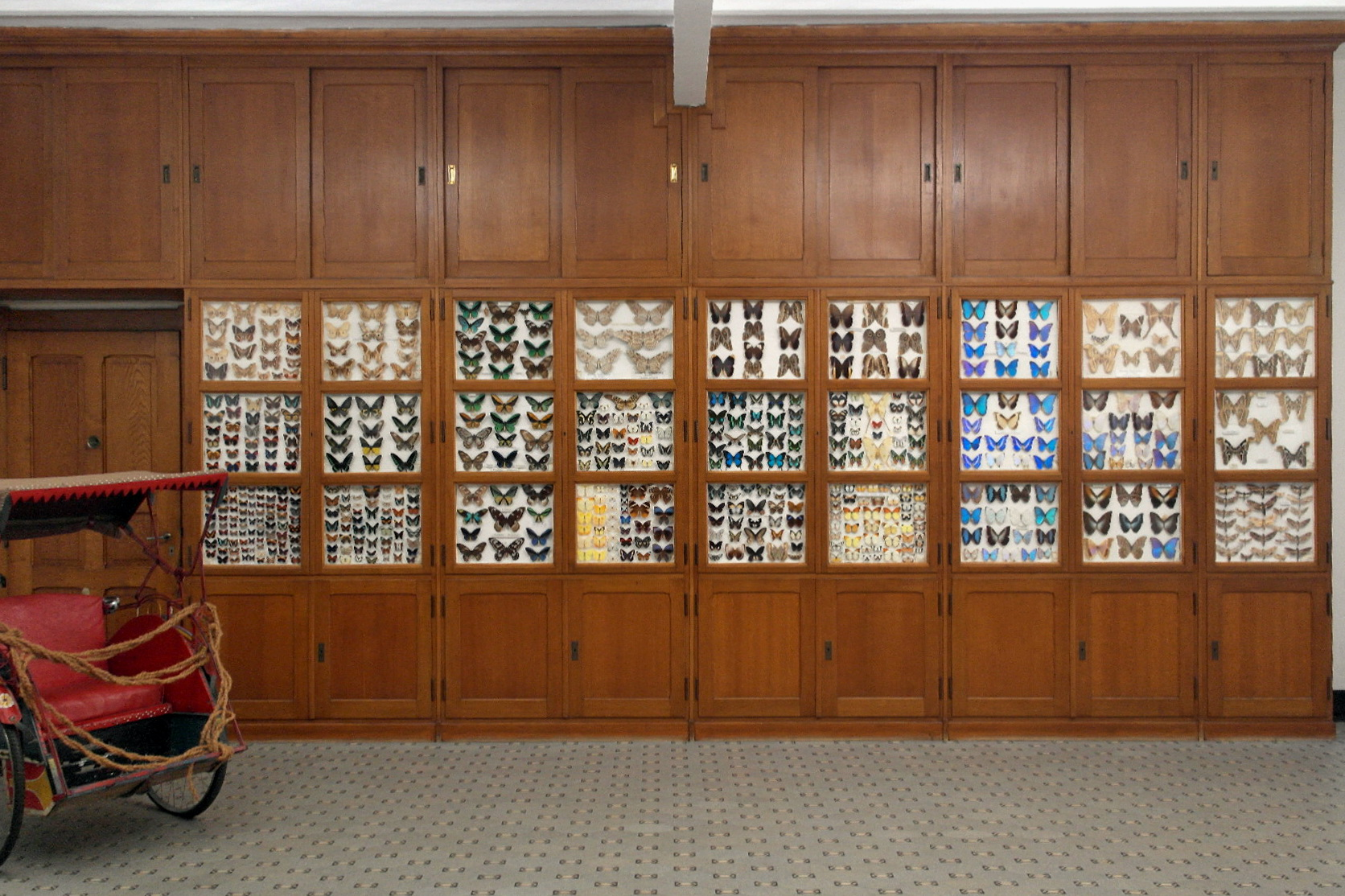
Taxidermie-collectie met vlinders in het Missiemuseum Steyl

Het Missiemuseum is het oudste museum van Venlo. Hierin wordt een uitgebreide collectie uitgestald, voor een groot deel meegebracht uit "missielanden" door de Missionarissen van Steyl. Het unieke van dit museum is dat de opstelling van de collectie sinds begin 20e eeuw nauwelijks is veranderd. In de afdeling taxidermie worden opgezette zoogdieren uit de poolgebieden en uit de Zuid-Amerikaanse oerwouden naast elkaar getoond in zaalhoge vitrinekasten. Andere vitrines tonen klederdrachten uit China en Japan en gebruiksvoorwerpen uit Indonesië en tal van andere landen. Bijzonder is de tentoongestelde kleding van twee Steyler paters, die met speren zijn vermoord tijdens de bokseropstand in China (1899-1901). Goed te zien zijn de bloedsporen en de gaten in de kleren, veroorzaakt door de speren.
Verder bevindt zich in Steyl het Limburgs Schutterij Museum. In dit museum is een collectie te zien van uniformen en attributen van Limburgse schutterijen. Het museum was gevestigd in een deel van het Sint-Gregorklooster. Dit gebouw werd in 2008 door brand getroffen. Een deel van de collectie kon gered worden, maar de schade aan het pand was aanzienlijk. Het museum is thans gevestigd in de Sint-Rochuskerk, de voormalige parochiekerk van Steyl.
Andere musea zijn het Wereldpaviljoen, dat voornamelijk gericht is op jeugdige bezoekers en zich ten doel stelt dezen in contact te brengen met andere culturen, de Religieuze Stoommachine Ketelhuis Steyl met bijbehorende monumentale bakstenen schoorsteen en het zogeheten Forgiveness Museum, een pop-up museum op de voormalige locatie van het Schutterijmuseum.

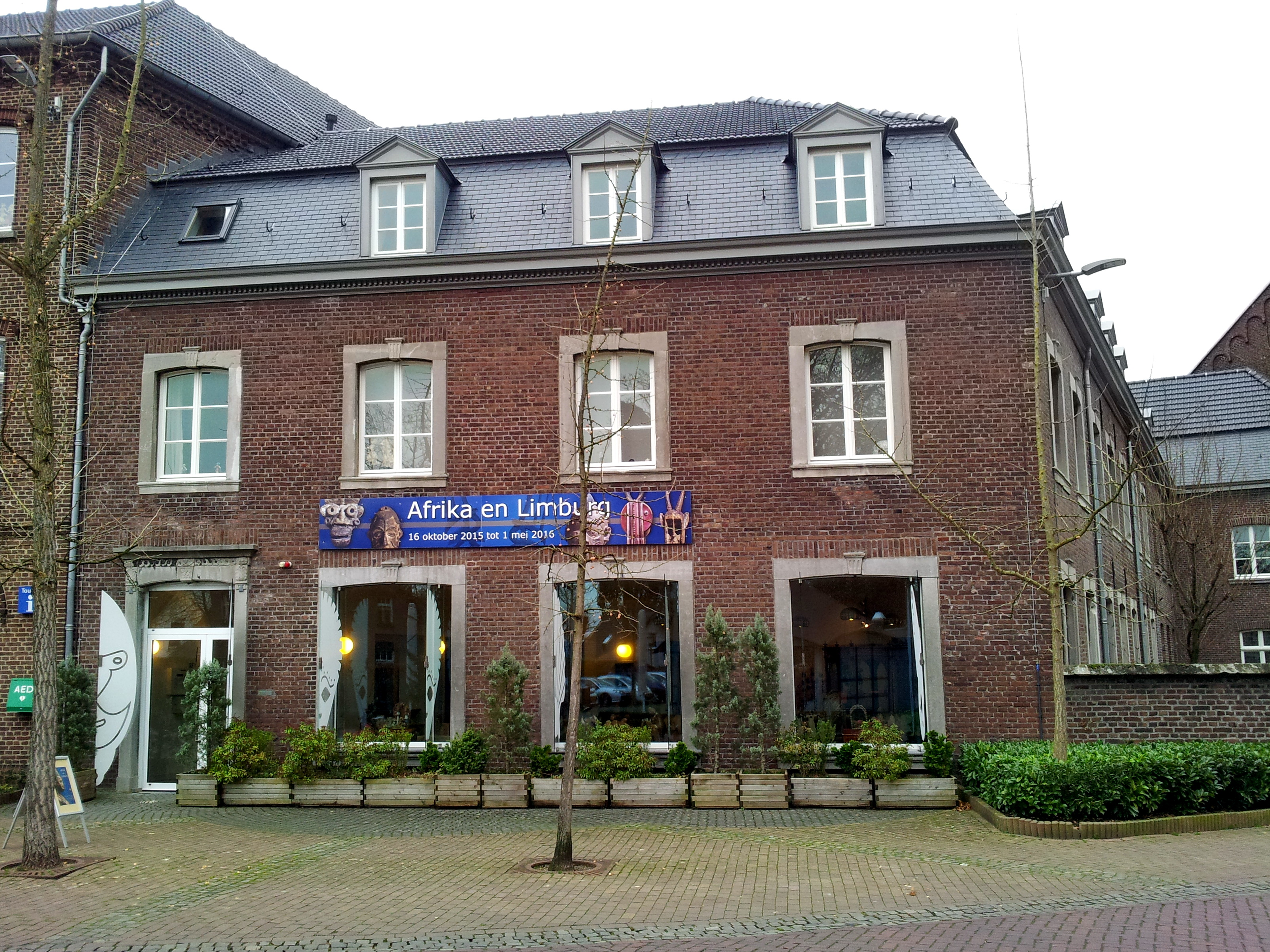
Entree Missiemuseum
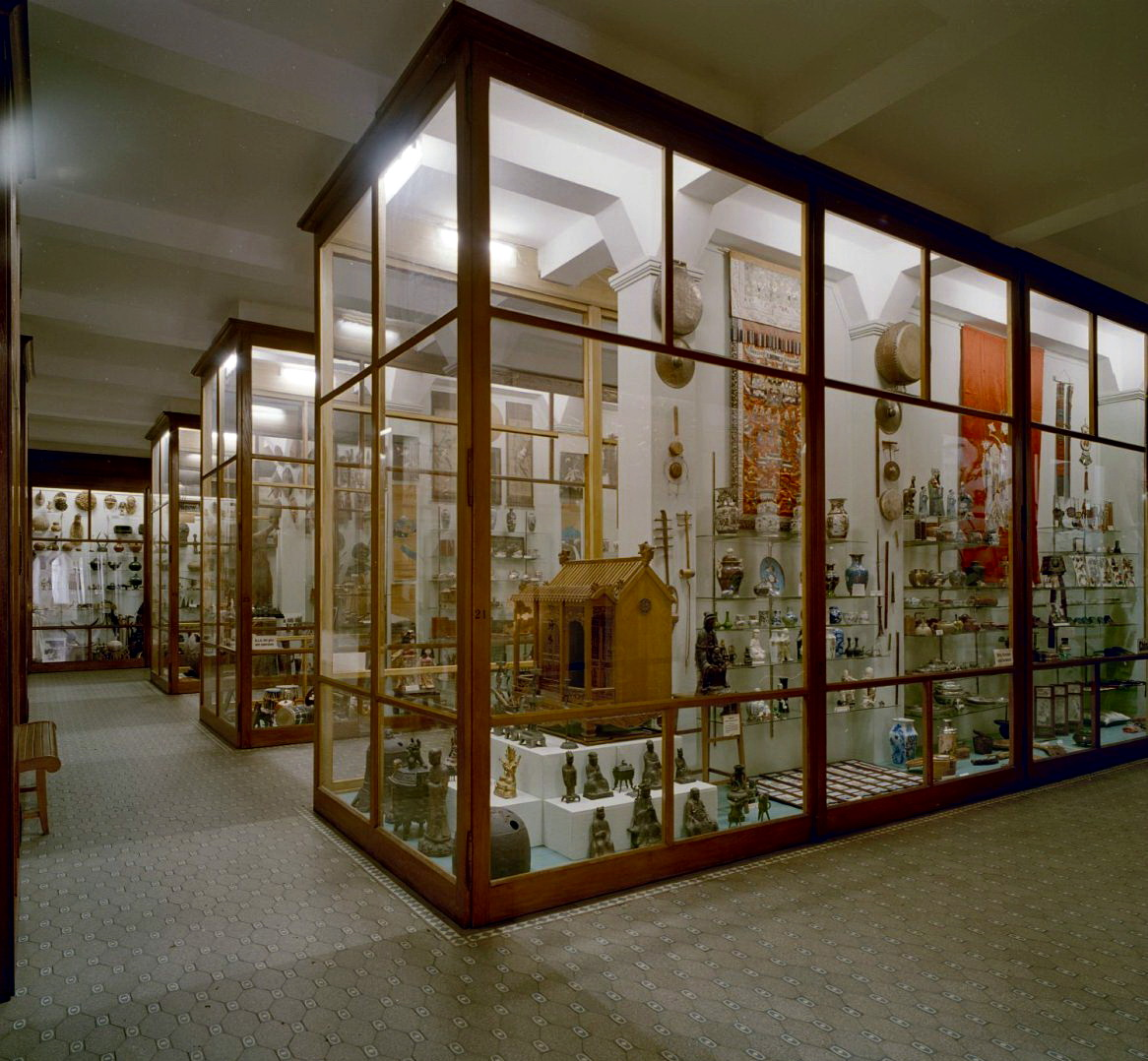
Vitrinekasten Missiemuseum
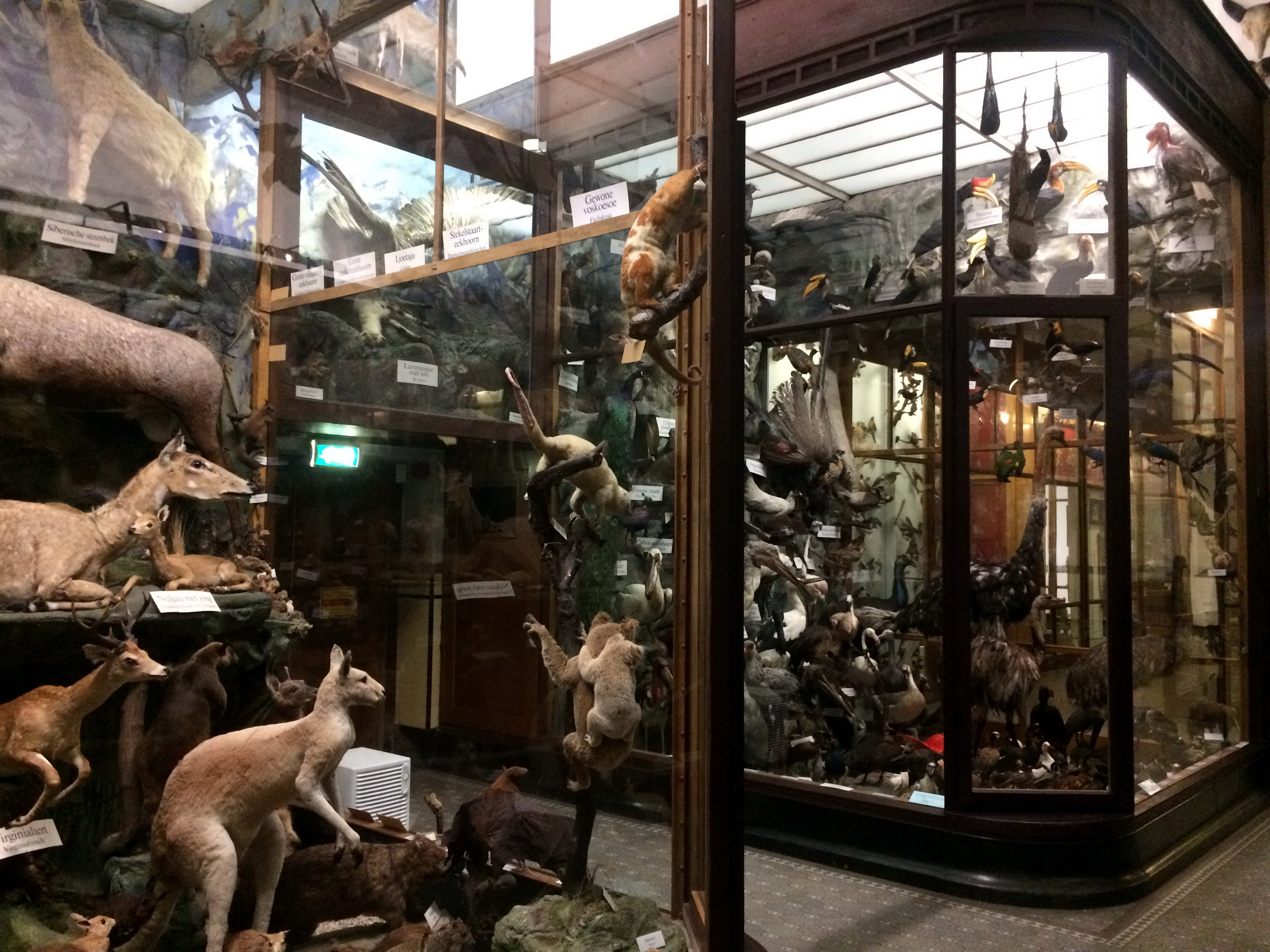
Opgezette zoogdieren
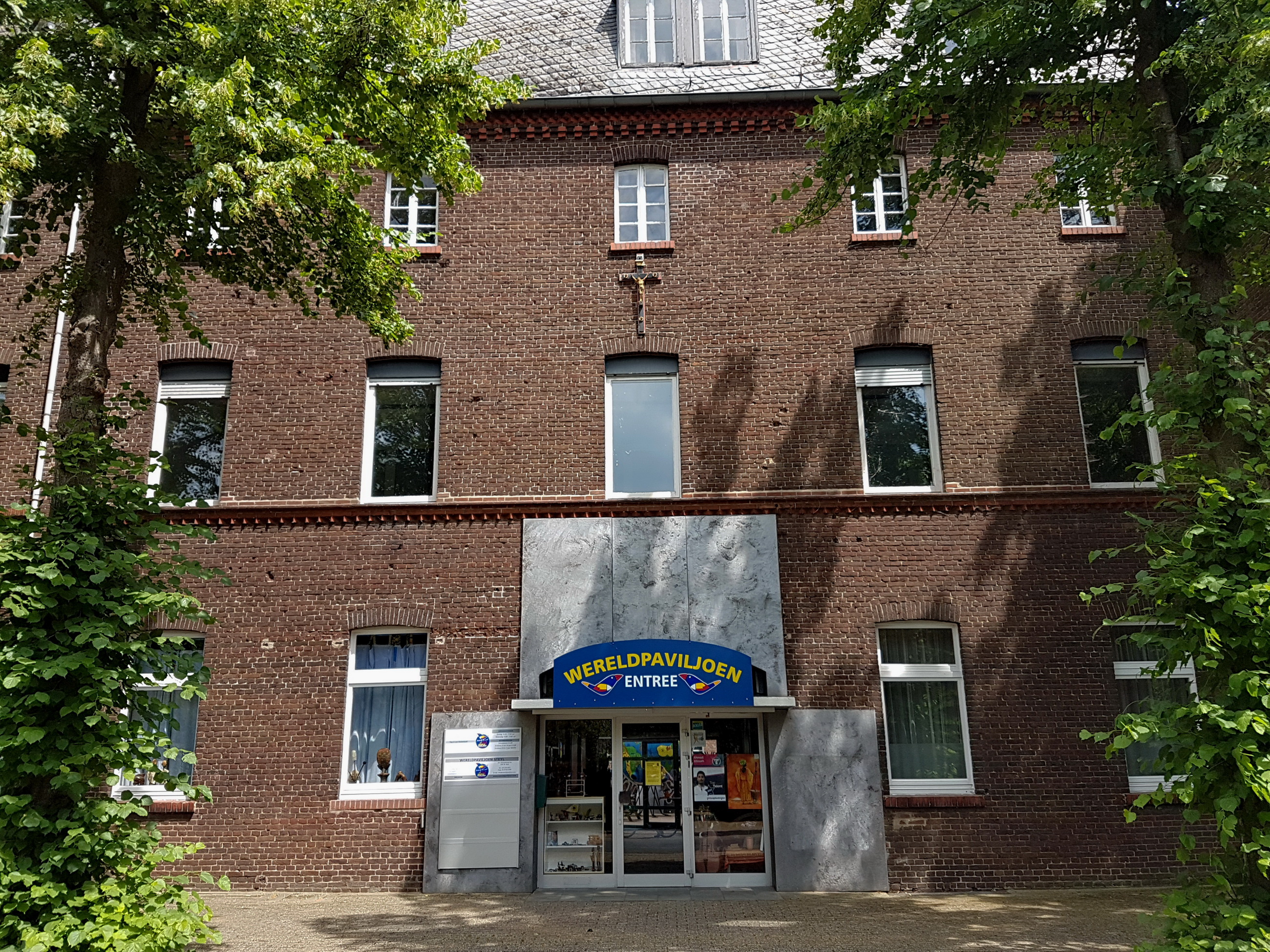
Entree Wereldmuseum

### Overige bebouwing en kunstwerken
In de oude kern aan de Maas, bekend als de 'Maashoek' liggen nog een paar oude huisjes uit de 17e eeuw. Op het dorpspleintje aan de Veerweg ligt het oude Veerhuis, nu een café-restaurant. Ook staan er enkele kapitale villa's van notabelen en fabrikanten uit omstreeks 1900. Eén daarvan is de Villa Elise. De Watertoren van Steyl is de op een na oudste watertoren van Limburg.
De eerdergenoemde vijf Heilig Hartbeelden van Steyl bevinden zich: op de Heilig Hartheuvel en in de vijver van het Missiehuis, in de tuin en tegen de tuinmuur van het Heilig Hartklooster, en in de tuin van het Slotklooster. Op het dorpsplein staat een groot beeld van Christus als Zaaier van het Woord van God (Verbum Dei). Aan de voet van het beeld bevindt zich een reliëf van Arnold Janssen. In Steyl staan ook de Kapel der Aartsengelen en de Sint-Franciscuskapel.

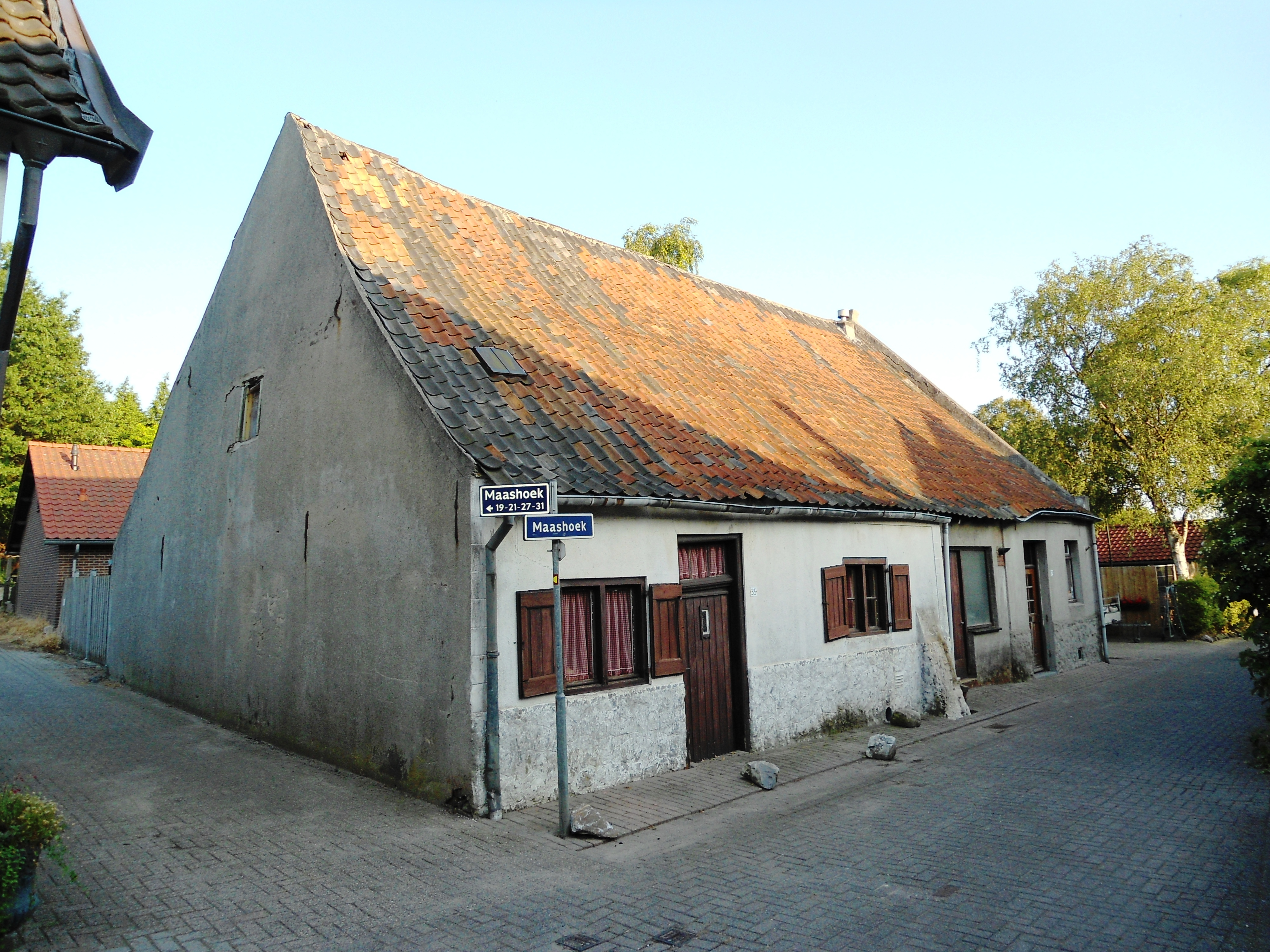
Huisje aan de Maashoek
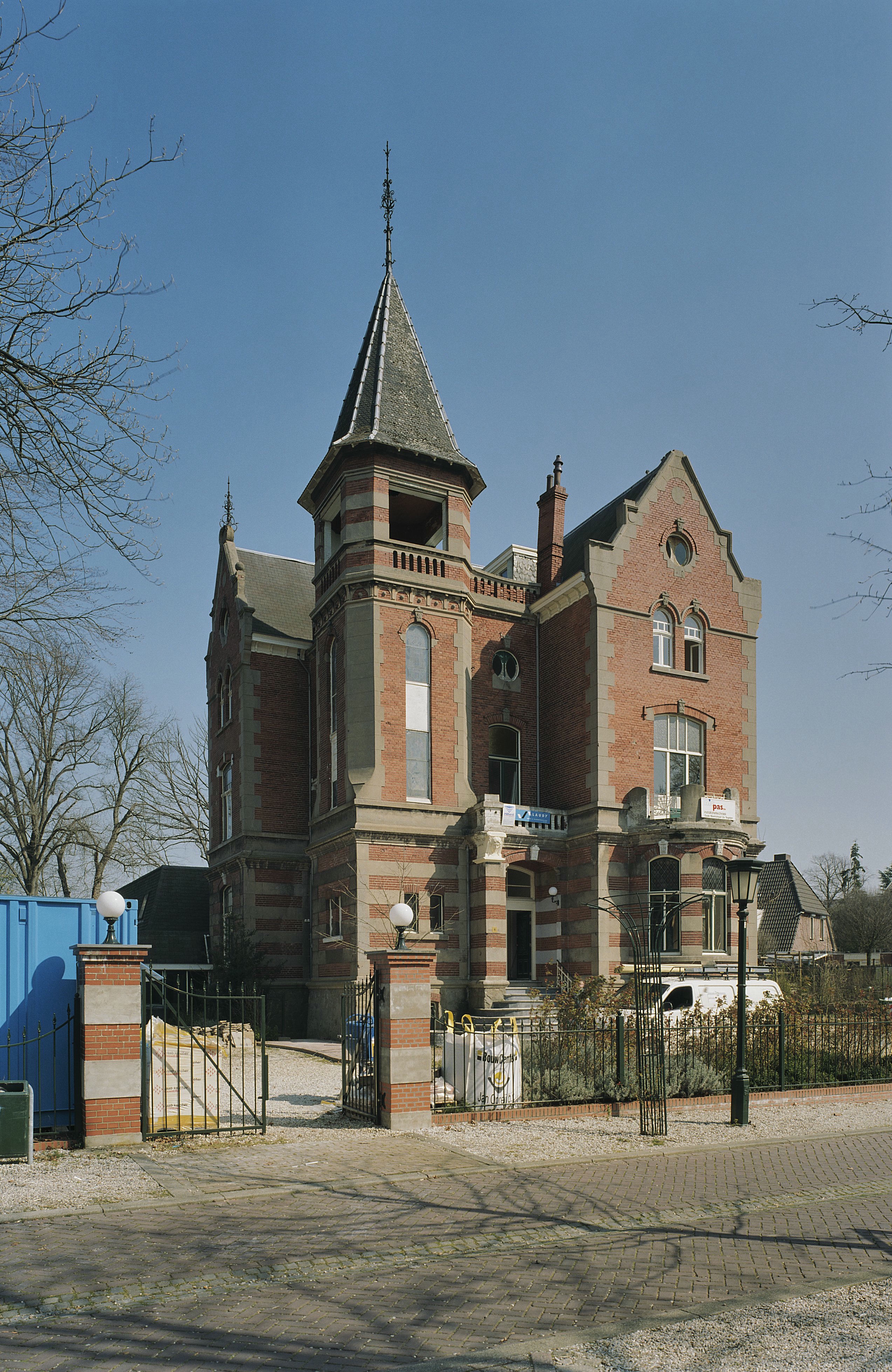
Villa Elise
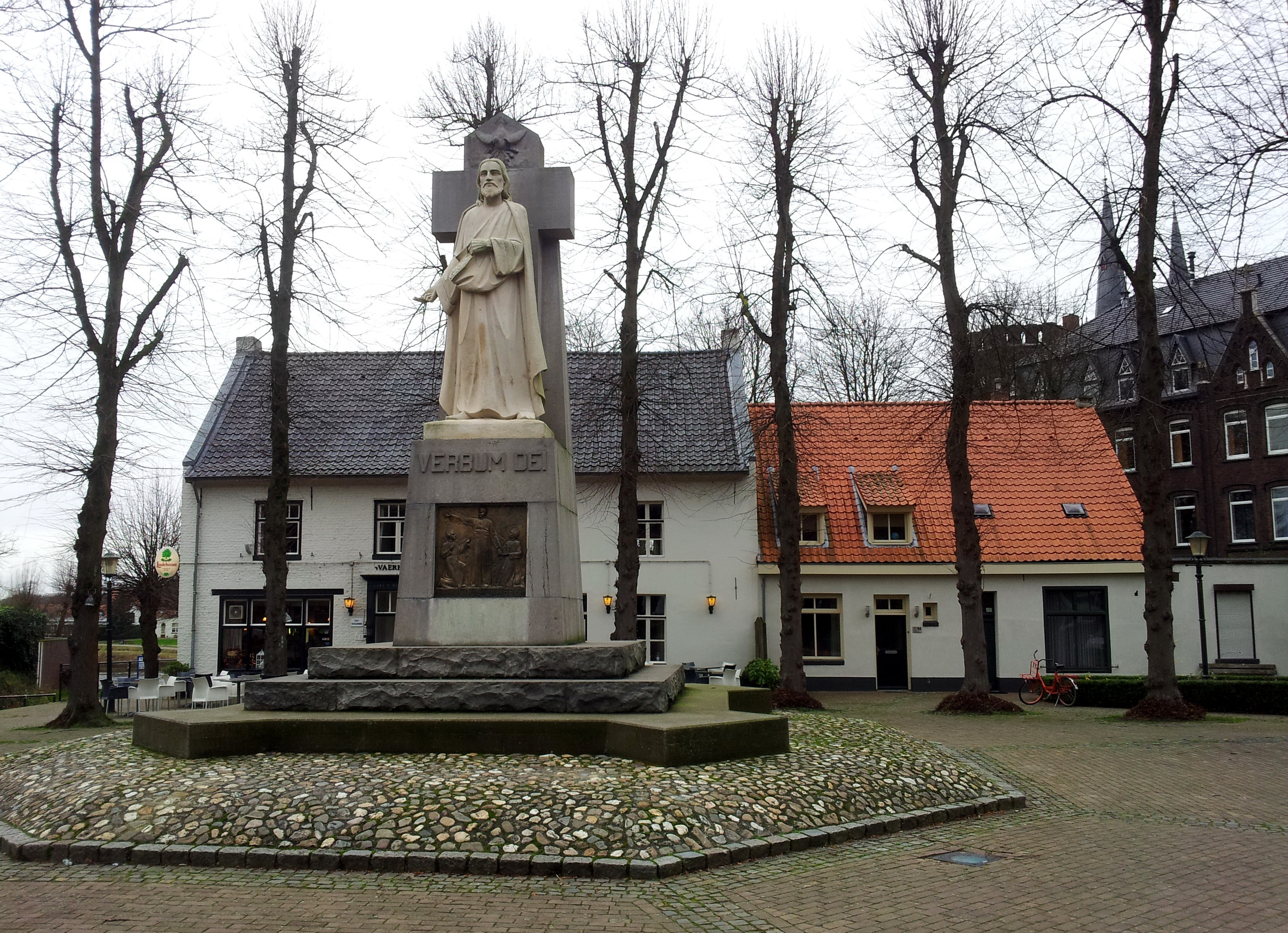
Dorpsplein met Veerhuis en Christusbeeld
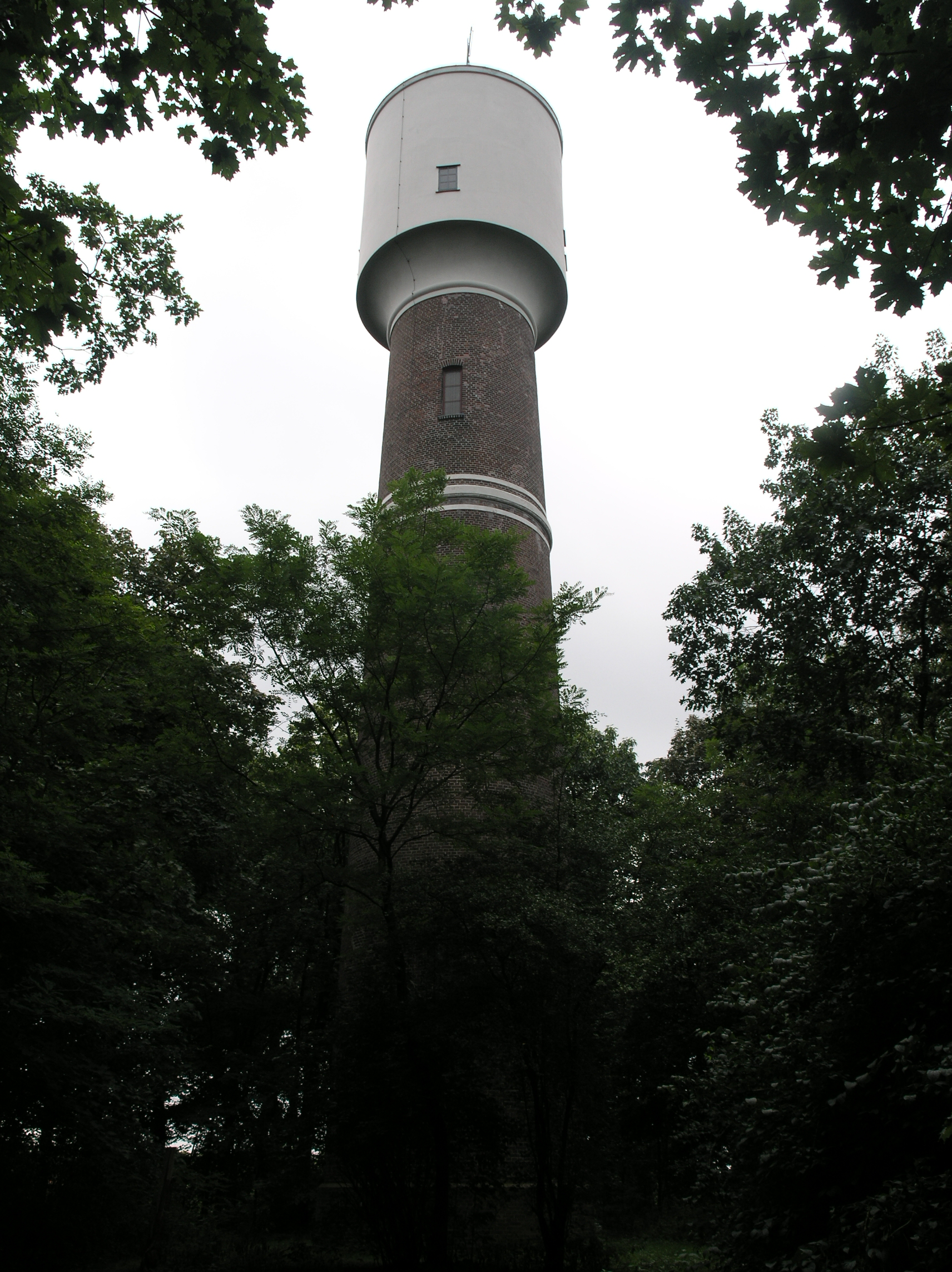
Watertoren van Steyl

## Verenigingen
Steyl kent een actief verenigingsleven. Het biedt plaats aan diverse koren en zangverenigingen waaronder een van de oudste van de gemeente Venlo: Zangvereniging Vriendenkring, opgericht in 1883. Even oud is het Sjteyler Kaetelgerich. Dit is een ludiek en carnavalesk 'volkstribunaal' waarbij de misstappen van meestal lokaal bekende maar ook landelijk vooraanstaande personen worden rechtgezet. Deze traditie wordt in stand gehouden door Vastelaovesvereiniging De Kaetelaers. In november 2004 vierde men "op Sjteyl" het 11x11-jarig jubileum van dit 'gerechtshof' met een driedaags feest.

## Openbaar vervoer
Steyl is aangesloten op het busnetwerk van Arriva en wordt aangedaan door buslijn 66 (Venlo-Roermond v.v.).
Op circa 1 kilometer afstand bevindt zich station Tegelen. Dit station lag oorspronkelijk met een goederenemplacement op de grens van Tegelen en Steyl, maar schoof in 1997 ruim honderd meter op in de richting van Tegelen.

## Geboren in Steyl
- 1883 - Mathias Leenders, rozenkweker en -veredelaar
- 1924 - K.J. van Gerven, politicus
- 1956 - Marion Koopmans, hoogleraar virologie
- 1988 - Daan Doesborgh, dichter, columnist

## Overleden in Steyl
- Joep Nicolas (1897-1972), glazenier, kunstschilder en tekenaar